# Venom (film, 2018)
Venom är en amerikansk superhjältefilm från 2018, baserad på Marvel Comics karatär Venom. Filmen är producerad av Columbia Pictures och är den första i Sony's Spider-Man Universe (SSU). Den är regisserad av Ruben Fleischer, med manus av Jeff Pinkner, Scott Rosenberg och Kelly Marcel. Huvudrollen spelas av Tom Hardy, som även är verksam som en av filmens exekutiva producenter. 
Filmen hade biopremiär i Sverige den 5 oktober 2018, utgiven av United International Pictures.

## Handling
Efter en skandal bestämmer sig journalisten Eddie Brock för att undersöka företaget Life Foundation, som drivs av den ondskefulle Dr. Carlton Drake. Men Brock kommer i kontakt med en utomjordisk symbiot, som Life Foundation forskar om. När Brock och symbioten är förenade får Brock superkrafter och de blir tillsammans Venom. Tillsammans får de stoppa Carlton Drakes planer.

## Rollista
- Tom Hardy – Eddie Brock / Venom
- Michelle Williams – Anne Weying / She-Venom
- Riz Ahmed – Dr. Carlton Drake / Riot
- Scott Haze – Roland Treece
- Reid Scott – Dr. Dan Lewis
- Jenny Slate – Dr. Dora Skirth
- Melora Walters – Maria
- Peggy Lu – Mrs. Chen
- Malcolm C. Murray – Lewis Donate
- Sope Aluko – Dr. Rosie Collins
- Wayne Péré – Dr. Lloyd Emerson
- Michelle Lee – Donna Diego / Scream
- Mac Brandt – Bartendern Jack
- Woody Harrelson – Cletus Kasady (cameo)
- Stan Lee – Man med hund (cameo)[4]

## Produktion
Inspelningen påbörjades i slutet av oktober 2017 och skedde i Atlanta, New York och San Francisco.